# Iker Díaz de Guereñu Ruiz de Arbulo
Iker Díaz de Guereñu Ruiz de Arbulo es un futbolista español que jugaba en el Deportivo Alavés en España como central.

## Trayectoria
Iker Guereñu debutó en el Amurrio Club donde llegó a jugar con su hermano también futbolista Iban Díaz de Guereñu Ruiz de Arbulo hasta su fichaje por el Levante en la temporada 2003-2004.

## Clubes
| Club                          | País   | Año         |
| ----------------------------- | ------ | ----------- |
| Amurrio Club                  | España | 2003 - 2004 |
| Levante Unión Deportiva "B"   | España | 2004 - 2007 |
| Unión Deportiva Fuerteventura | España | 2007 - 2008 |
| Orihuela Club de Fútbol       | España | 2008 - 2009 |
| Deportivo Alavés              | España | 2009 - 2011 |